# Тобольский государственный историко-архитектурный музей-заповедник
Тобольский историко-архитектурный музей-заповедник — музейный комплекс в Тобольске.

## История
Предпосылками для создания музея стало открытие по инициативе секретаря тобольского Губернского статистического комитета Ивана Юшкова при Тобольском Губернском управлении в апреле 1870 года экспозиций, состоящих из коллекции предметов по истории и этнографии Сибирского края.
Музей подчинялся Департаменту земледелия и государственных имуществ и к началу 1890-х гг. был единственным в регионе научно-просветительским учреждением. В 1890 году при музее был создан общественный комитет Тобольского губернского музея, который возглавил тобольский губернатор В. А. Тройницкий. Осенью 1890 года тоболяки на свои деньги построили для первого краеведческого музея Сибири специальное здание.
С 1891 года музей находился под покровительством цесаревича Николая Александровича.
По инициативе В. А. Тройницкого и членов общественного комитета с 1893 года началось издание научного «Ежегодника Тобольского губернского музея», одного из немногих в Западной Сибири подобных изданий. Ежегодник выходил до 1918 года и являет собой собрание ценнейших сведений о Западной Сибири.
Деятельность музея получила международную известность, а сам он стал центром сплочения интеллектуалов и меценатов. На 1901 год 20 % от численности членов комитета составляли купцы и торговцы и столько же — чиновники губернского управления государственных имуществ и вышестоящих чинов ведомства.
Хранителем (консерватором) музейных фондов и членом правления с 1894 года был губернский агроном Н. Л. Скалозубов, который способствовал формированию научной методологии исследований А. А. Дунина-Горкавича. Он в 1895—1897 годах входил в состав комиссий по «выработке мер для поднятия рыбных промыслов и вообще улучшения экономического быта инородцев Тобольской губернии» (1895), по исследованию лесов севера Тобольской губернии (1897), по «изысканию мер, которые могли быть предприняты для возможного улучшения материального положения ваховских инородцев» (1897).
Этот период ознаменовался расцветом научной и общественной деятельности Тобольского музея, который становится центром изучения истории, экономики и природы Сибири. Он принимает участие в крупных Всероссийских и Международных научно-хозяйственных выставках, его коллектив занимается изучением этнографического наследия и кустарных ремесел местных народов, проводит ежегодные экспедиции по северным территориям Тобольской губернии.
В 1921 году на базе Губернского музея создан музей Тобольского Севера. В 1925 году принято решение о переводе экспозиций краеведческого музея в бывший Архиерейский дом, который находился на территории Софийского двора Тобольского Кремля.
В 1961 году правительство РСФСР принимает решение о создании на базе Тобольского краеведческого музея и архитектурных памятников города Тобольского государственного историко-архитектурного музея-заповедника — ТГИАМЗ.
Указом Президента РФ в 1995 году Тобольский историко-архитектурный музей-заповедник был включен в «Перечень объектов исторического и культурного наследия Федерального (общероссийского) значения».
Новая история Тобольского музея-заповедника ведет свой отсчет с 2007 года, когда начинается новый этап развития, обусловленный кардинальным изменением концептуального решения экспозиционного показа, ориентированного на максимальное использование ресурсов. В соответствии с поручением президента Российской Федерации Владимира Путина о создании туристического центра на базе историко-архитектурного наследия Тобольска и при финансовой поддержке Правительства Тюменской области была проведена большая работа по музеефикации и созданию условий для туриндустрии.
В январе 2009 года состоялось открытие главного объекта музейного показа — Дворца Наместника.
В мемориальном здании разместилась экспозиция, посвященная истории управления Сибирью от прихода Ермака до 1917 года. В последующие годы открывается обновленный Губернский музей, который по праву считается первым государственным музеем в Сибири, Музей сибирской каторги и ссылки — архитектурный комплекс «Тюремный замок», хранилище редких книг и уникальных и изданий — Научная библиотека, экспозиционно-выставочный зал в Губернской судебной управе, открытое фондохранилище в здании Рентереи.
В 2015 году открывается Музей Сибирского предпринимательства в Гостином дворе и Дворцовая пряничная во Дворце Наместника. В начале 2016 года начали работу экспозиционно-выставочный центр «Дом мастеров» и семейный музейный центр «Камелек».
В 2017 году прошло слияние трёх государственных автономных учреждений культуры музейного типа Тюменской области: «Музейного комплекса имени И. Я. Словцова», «Тобольского историко-архитектурного музея-заповедника», «Ялуторовского музейного комплекса» в единое государственное автономное учреждение культуры «Тюменское музейно-просветительское объединение».
29 апреля 2018 года в Тобольске для жителей и гостей города распахнул свои двери первый в России государственный Музей семьи Императора Николая II. Новый объект музейного показа расположен в мемориальном здании бывшего Губернаторского дома, который исторически связан с пребыванием в ссылке Императорской семьи Николая II с августа 1917 года по апрель 1918 года.
Сегодня в составе Тобольского историко-архитектурного музея-заповедника — 55 объектов, в фондах хранится порядка 450 тыс. музейных предметов. Наиболее ценными являются коллекции этнографии, археологии, палеонтологии, рукописных и старопечатных книг, изделий прикладного искусства (в числе которых художественная резьба по кости), фотоколлекция, предметы, принадлежавшие Императорской Семье Романовых.
В структуру музея входят 11 музейных комплексов. Сотрудниками разработаны обзорные и тематические экскурсии по объектам и историческим памятникам города и его окрестностей. В музее проводятся научные семинары и конференции, посвященные истории, архитектуре и музееведению. Налажена издательская деятельность. В 2011 году был опубликован первый номер музейного журнала «Реликвариум», а с 2012 года издается журнал для детей «ЮНИУМ».

## Состав музейного комплекса
- Губернский музей
- Музей истории управления Сибирью
- Музей Семьи Императора Николая II
- Музей истории православия Сибири
- Музей сибирского предпринимательства
- Музей сибирских промыслов и ремёсел
- Рентерея
- Музей сибирской каторги и ссылки
- Музей уникальных книг и редких изданий
- Экспозиция «Единый дух Победы»
- Семейный музейный центр «Камелёк»

## Экспозиции

Экспозиции Губернского музея
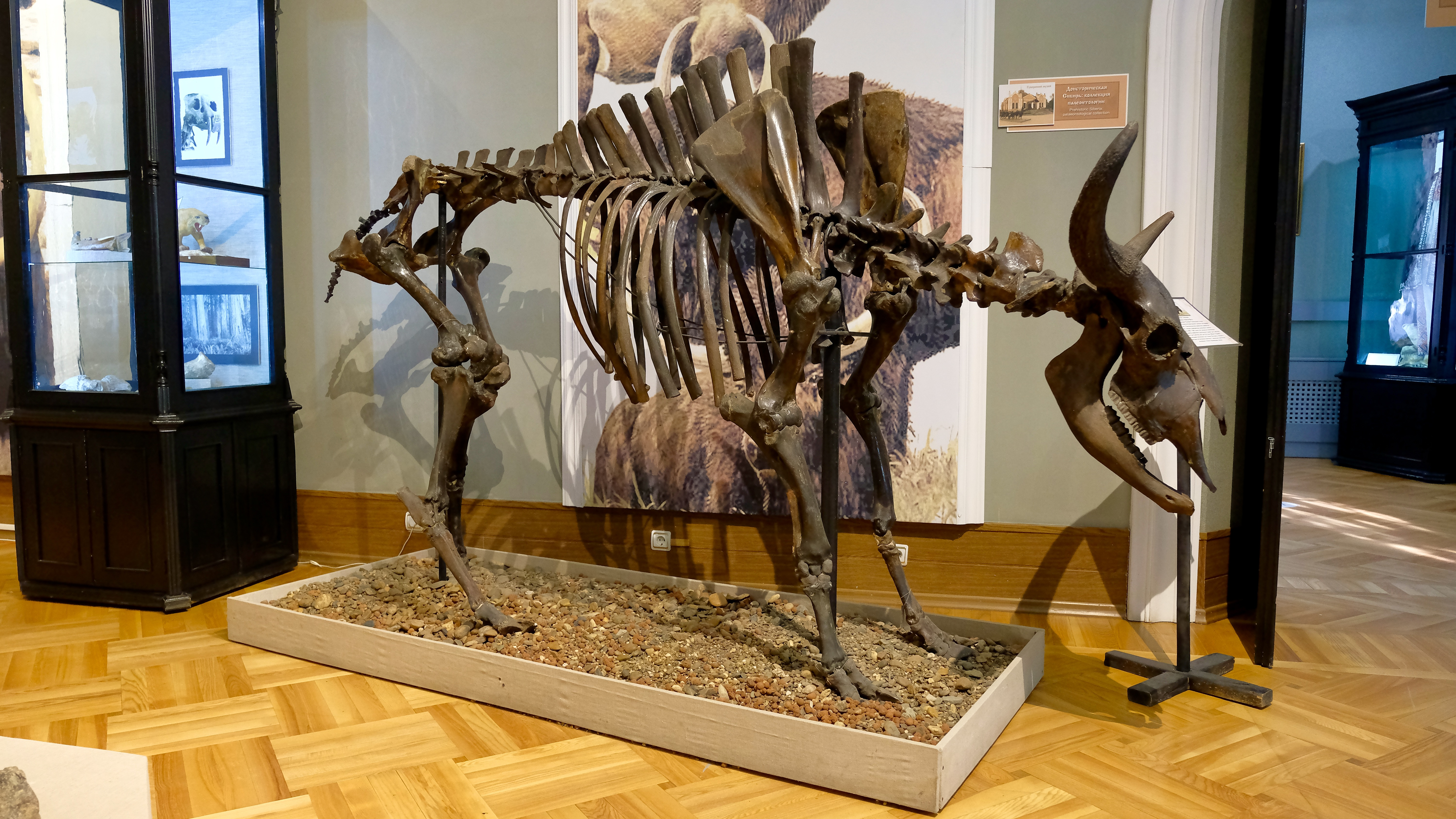
Скелет празубра
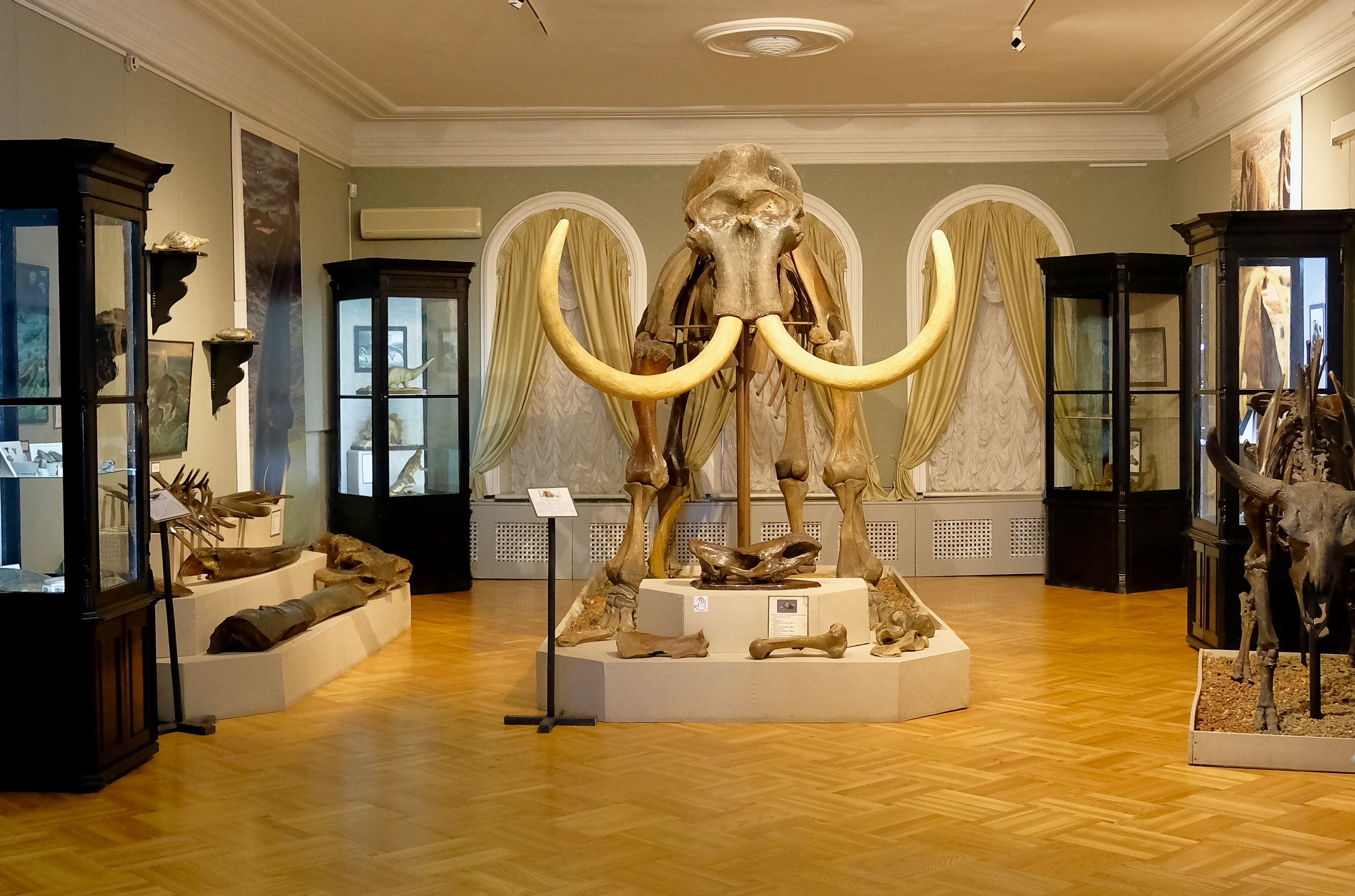
Скелет шерстистого мамонта
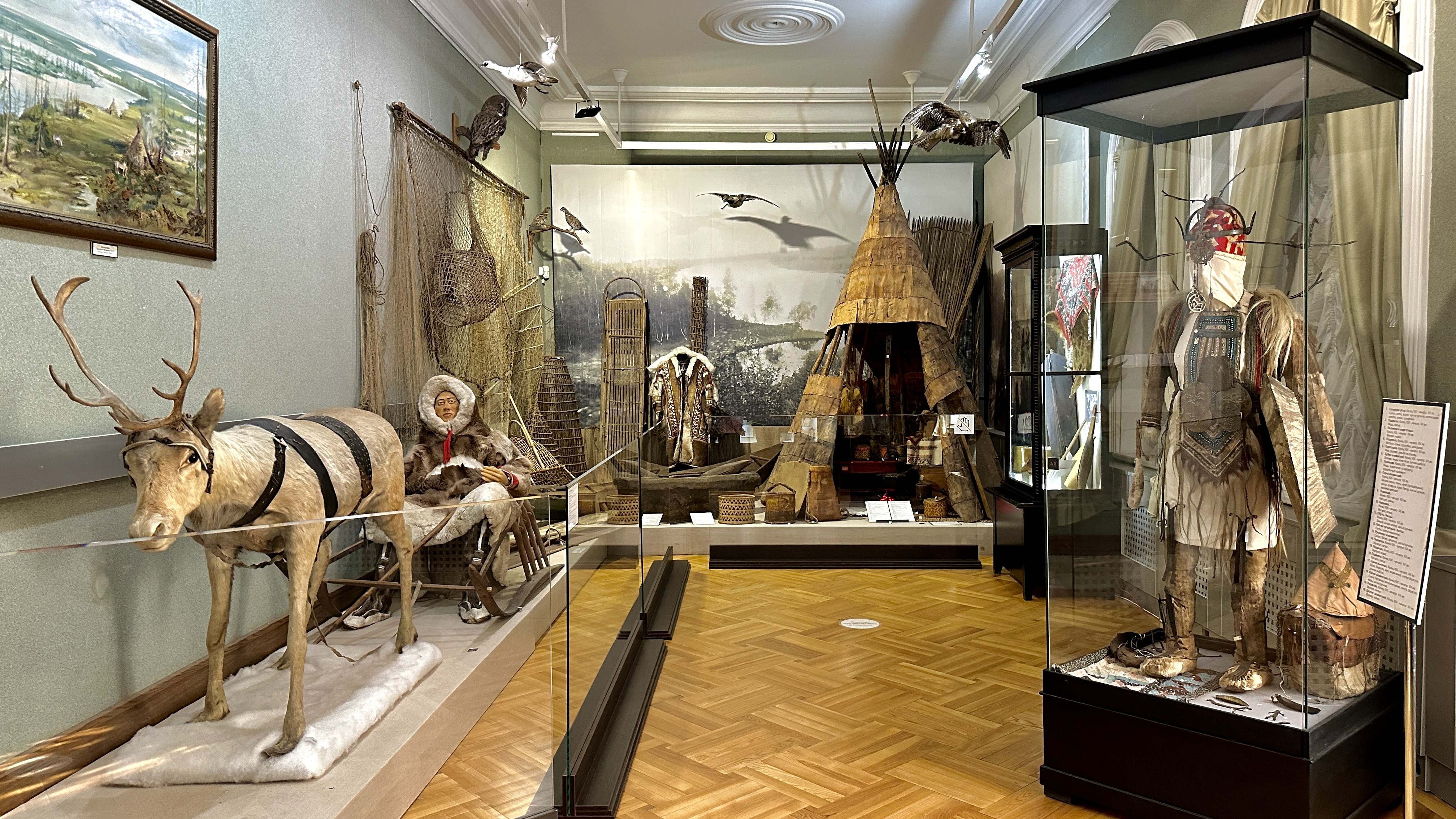
Национальные культуры народов севера
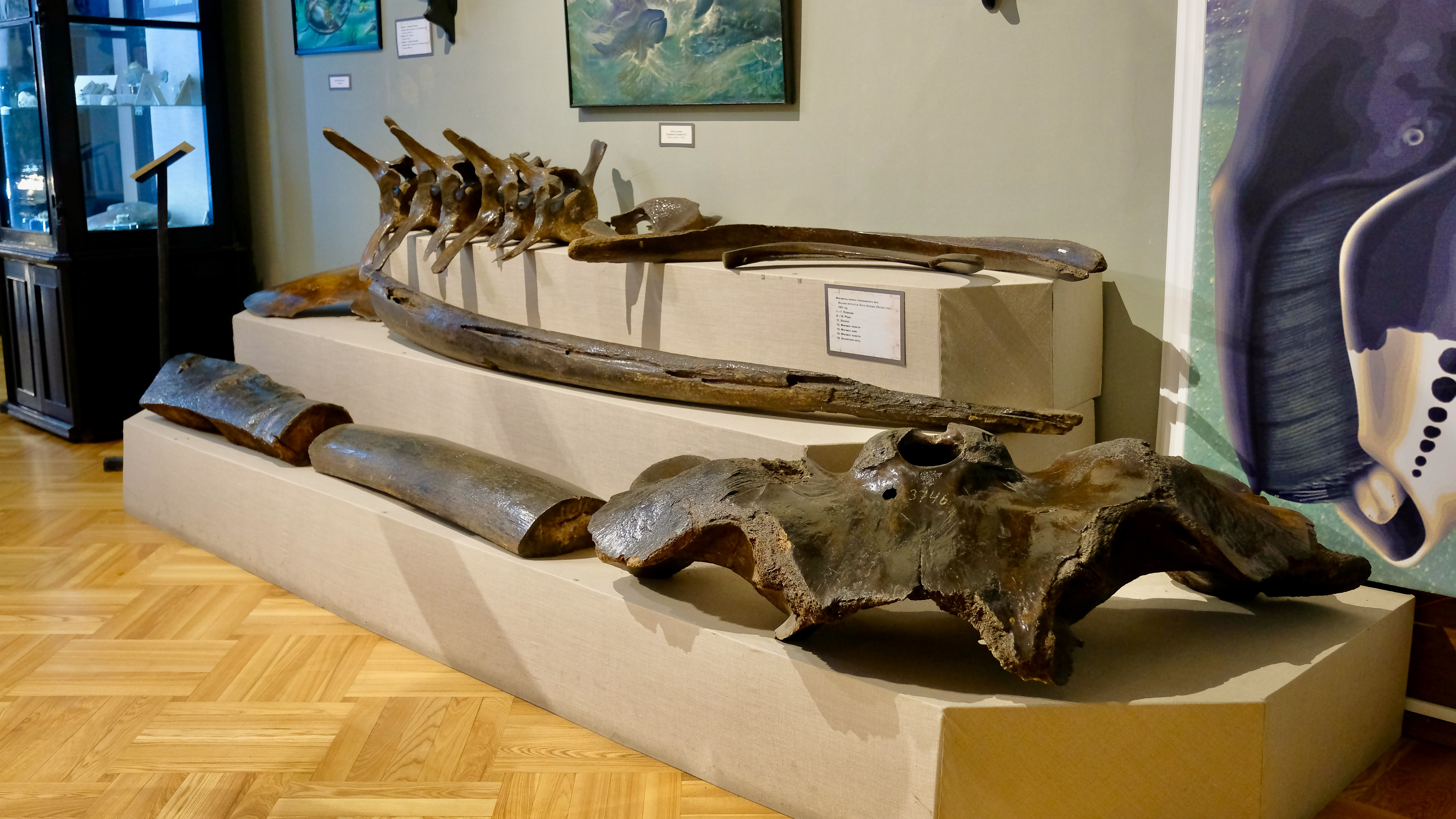
Фрагменты скелета гренландского кита
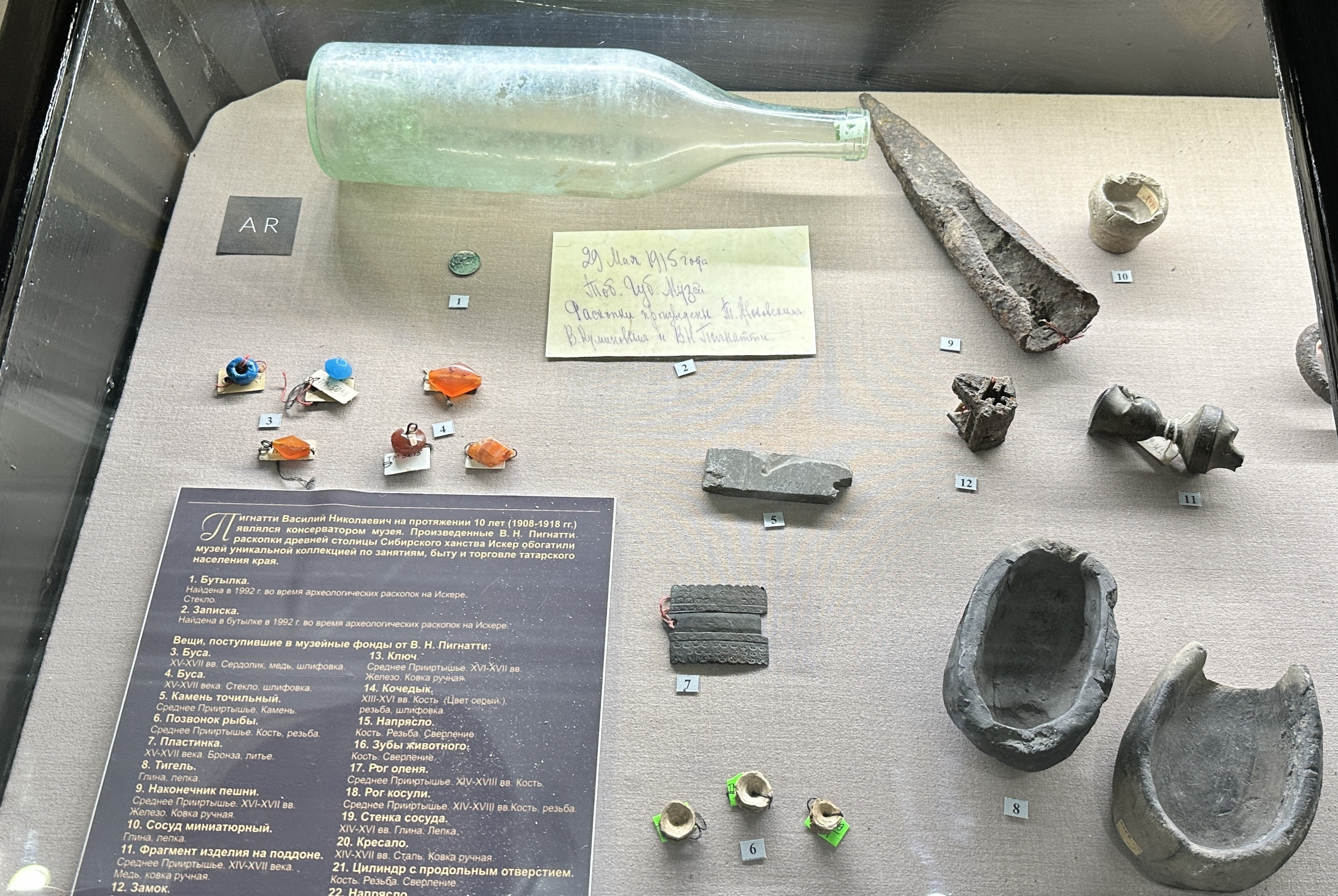
Предметы, найденные при раскопках Искера
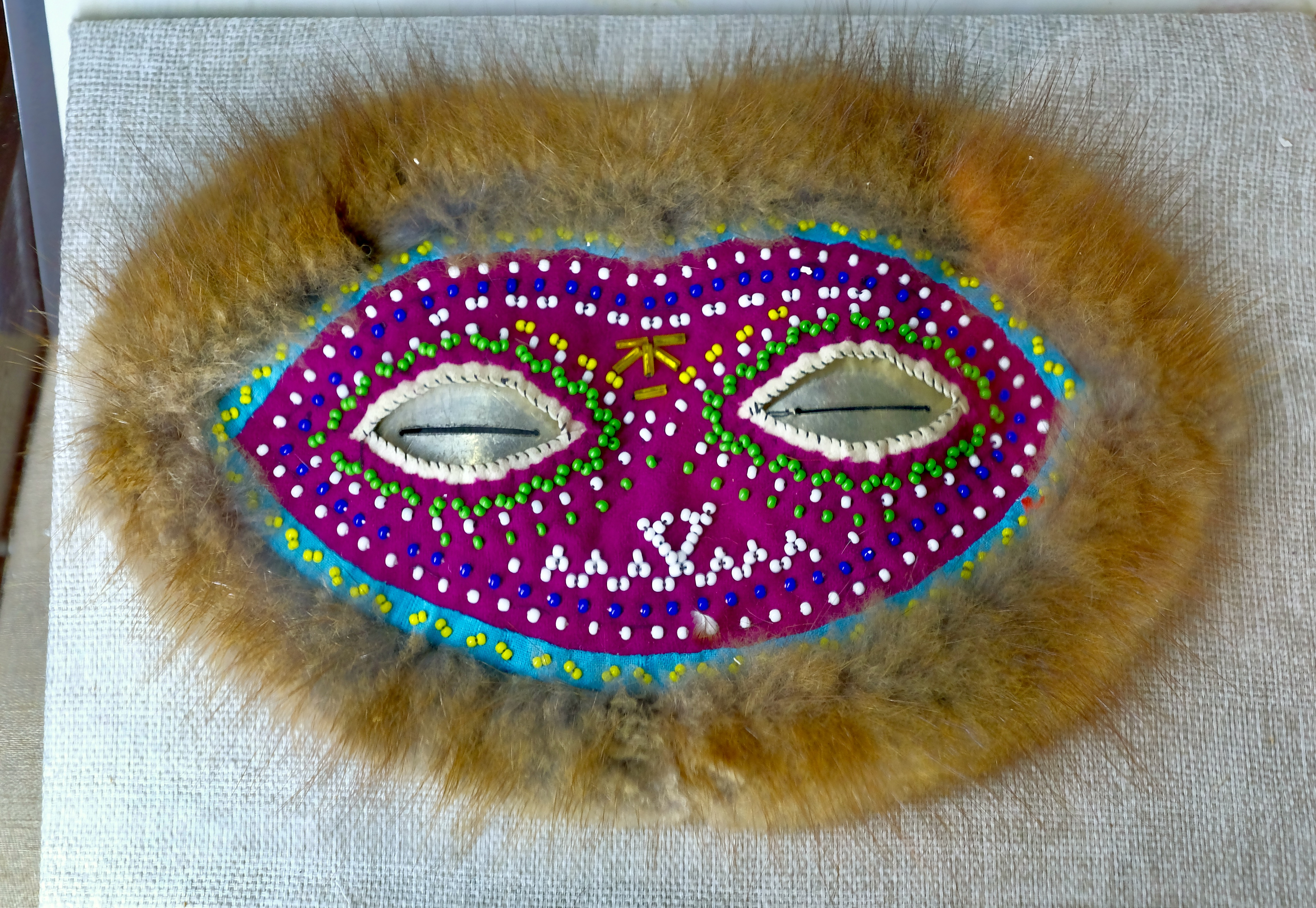
Хантыйские солнцезащитные очки
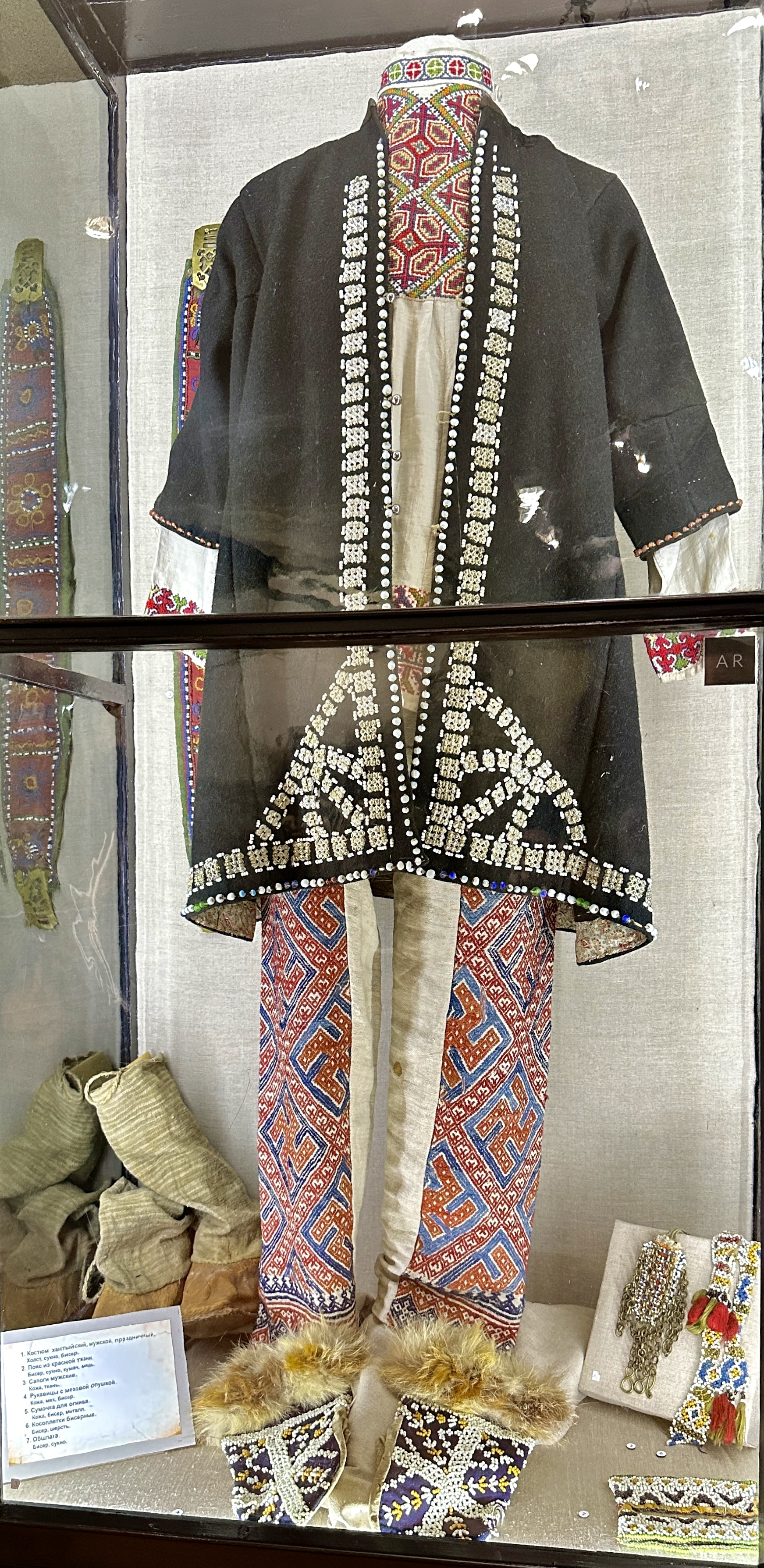
Мужской хантыйский праздничный костюм

Экспозиции музея семьи Императора Николая II
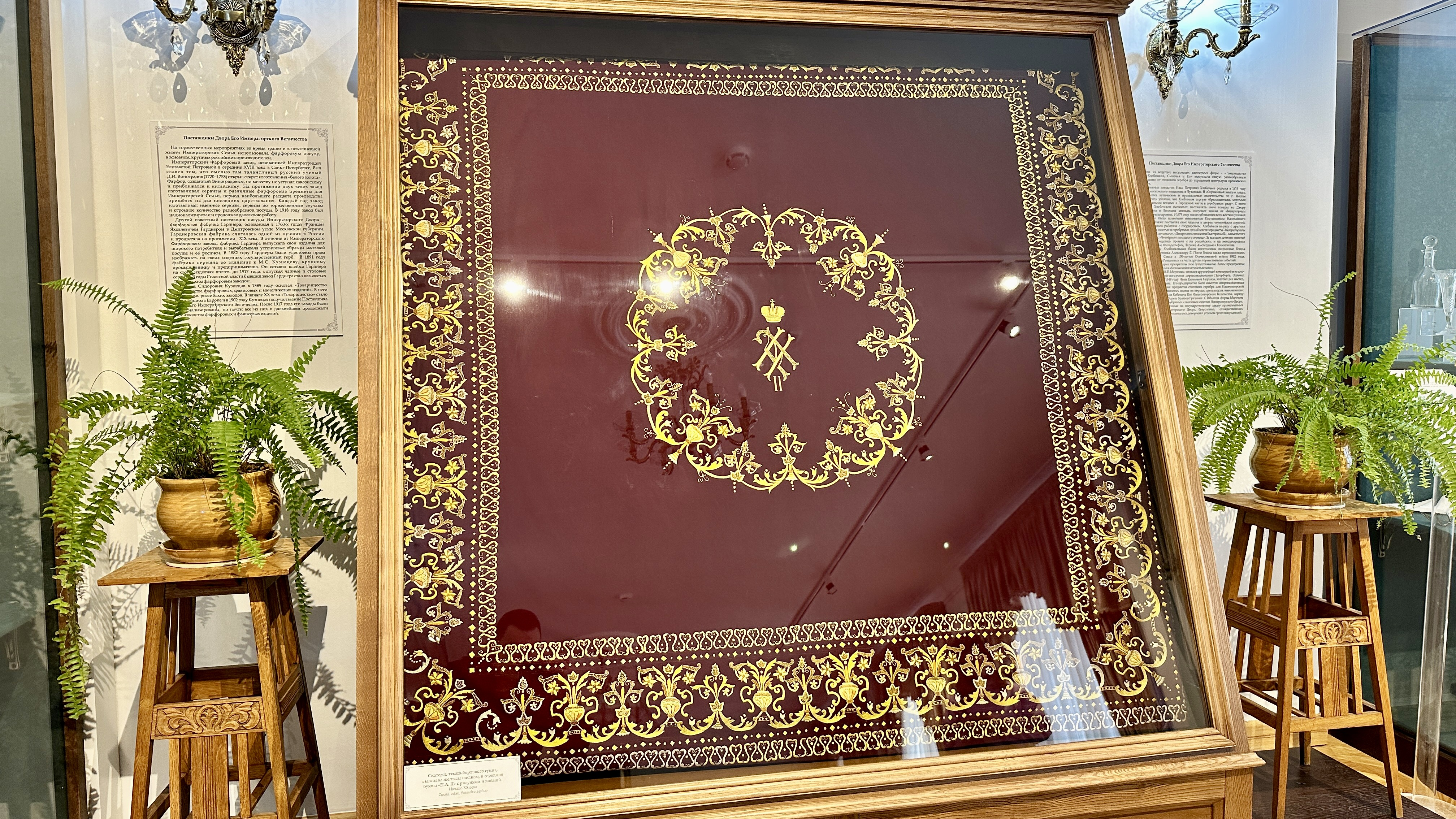
Скатерть с вышитыми инициалами императора
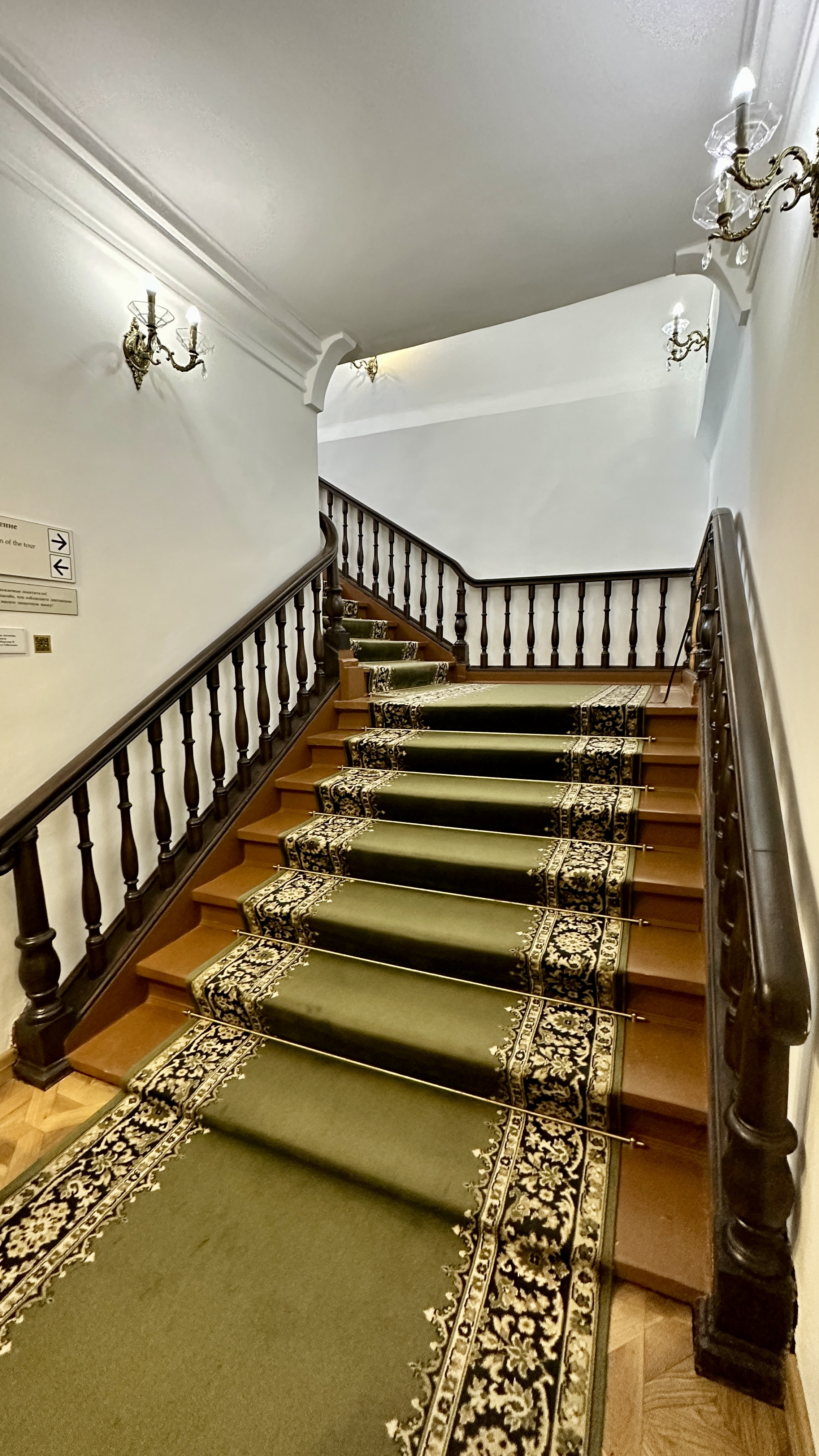
Сохранившаяся лестница в доме губернатора
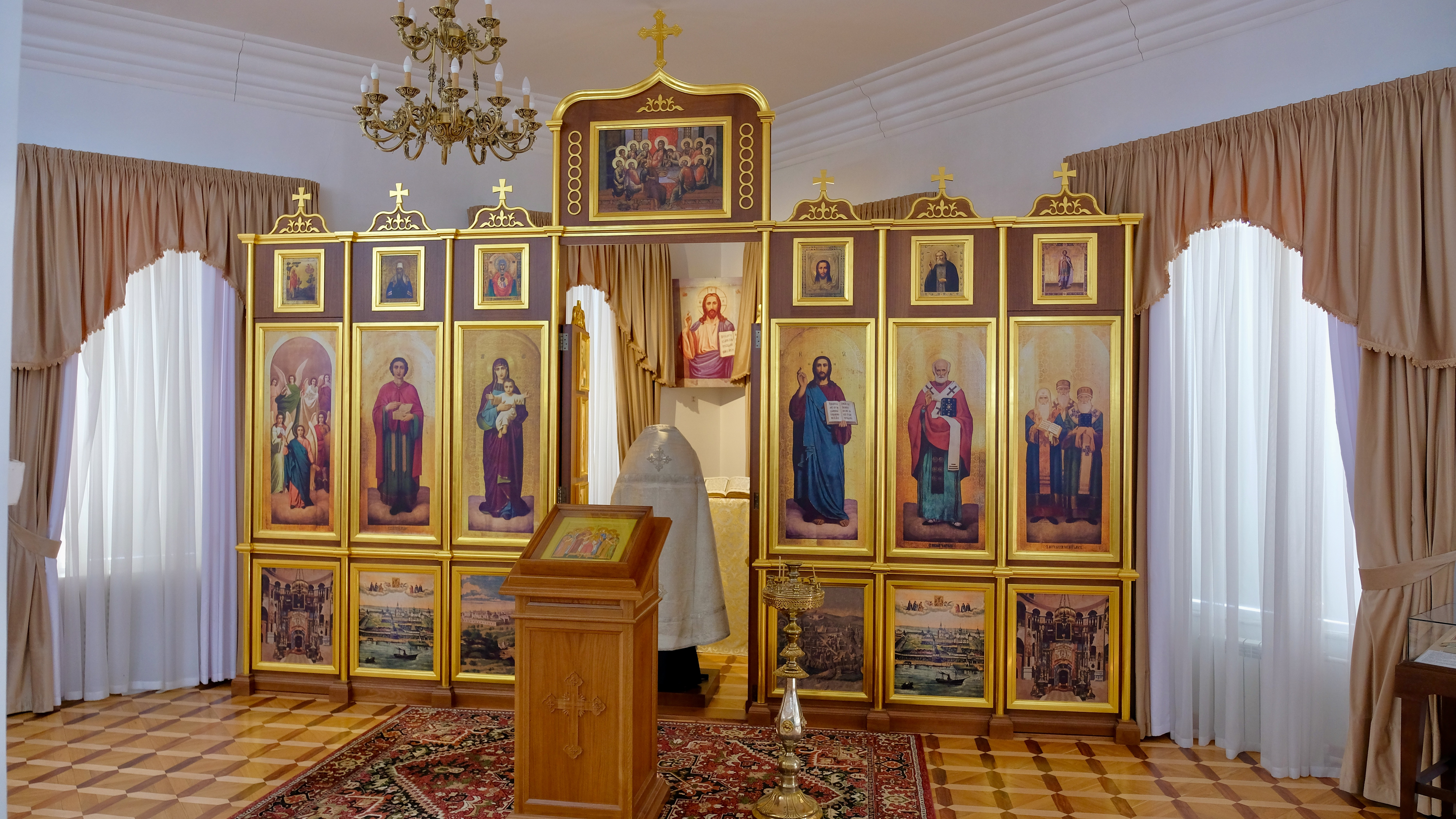
Иконостас
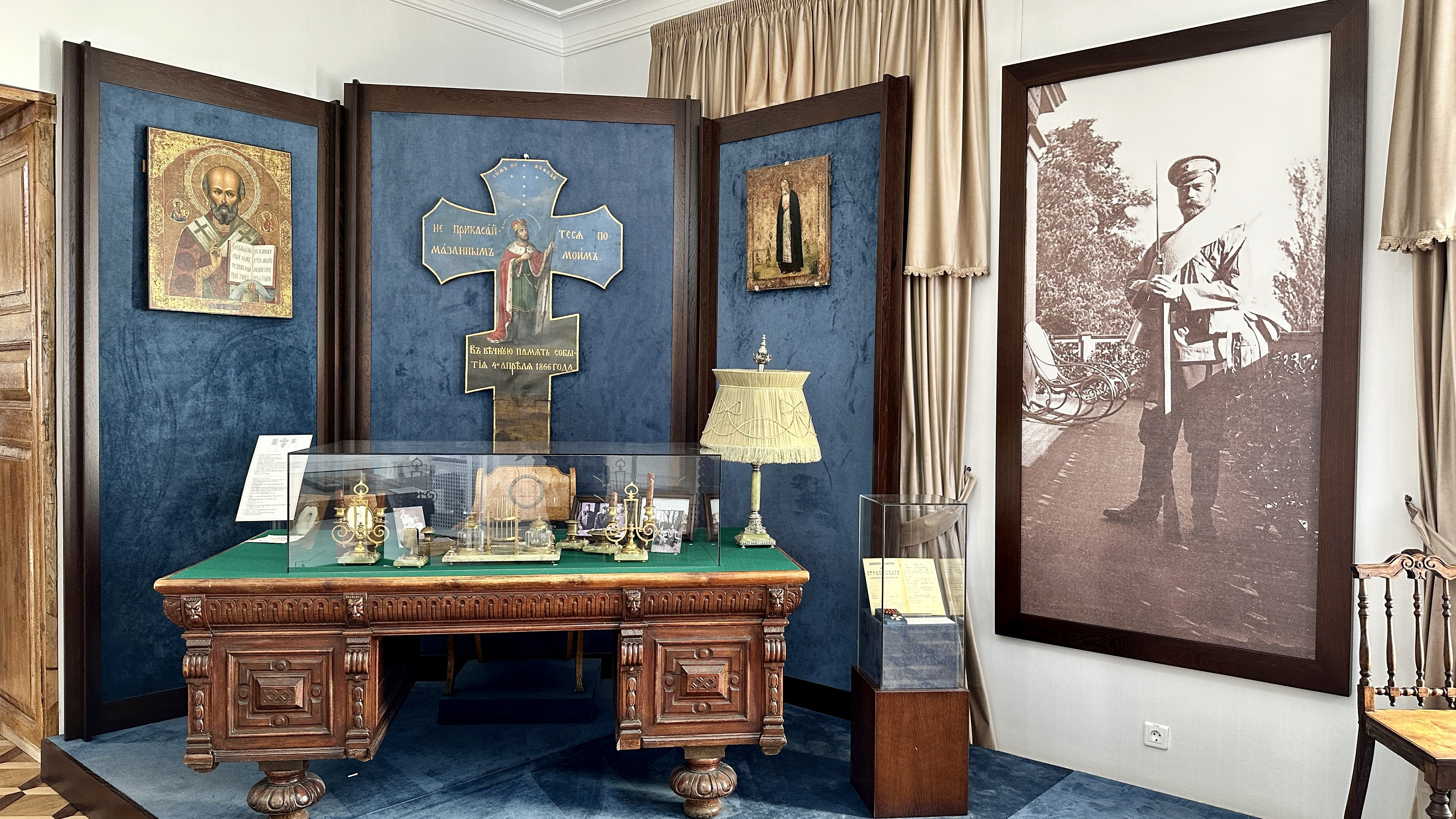
Рабочий кабинет Николая II
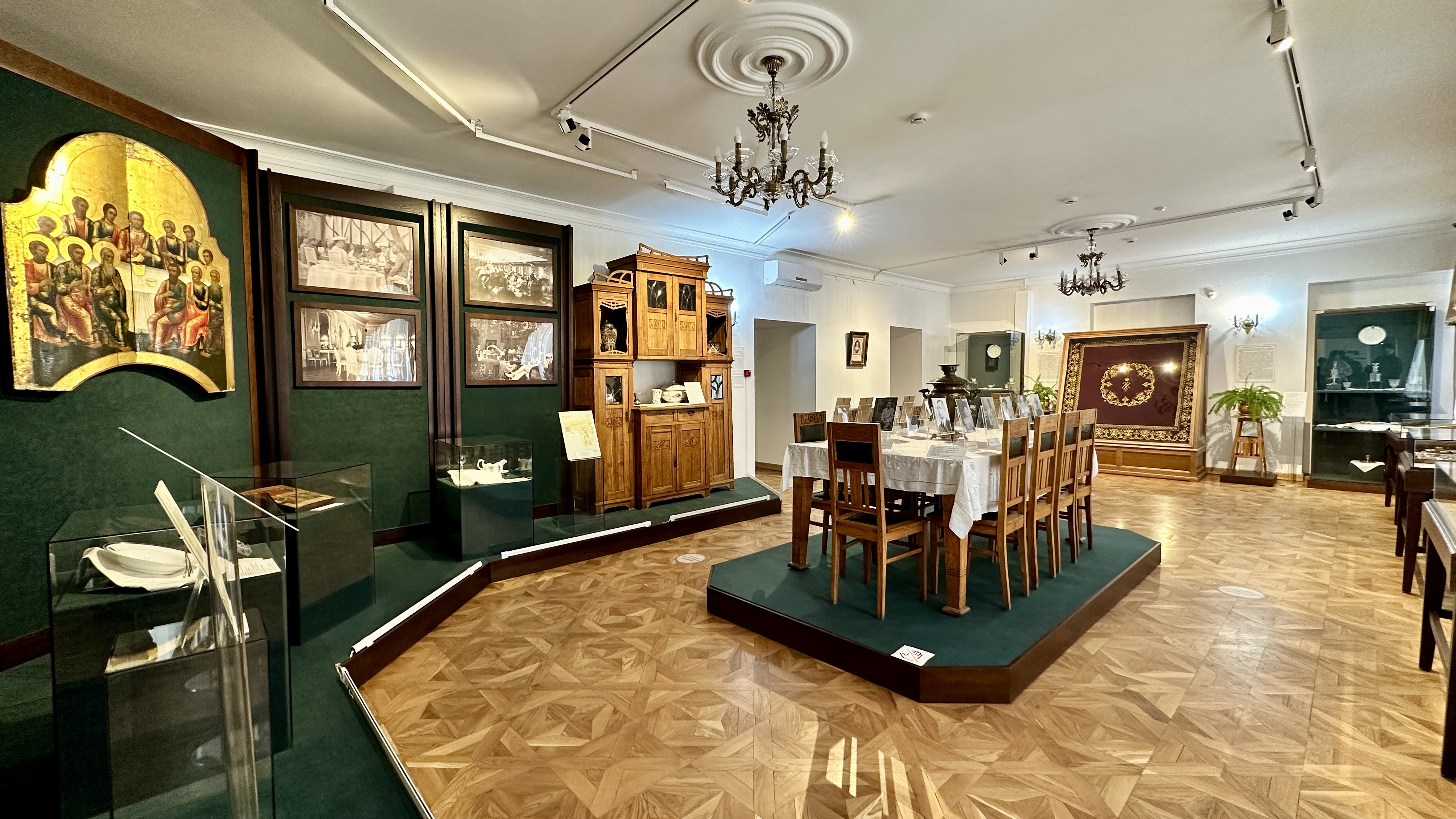
Столовая
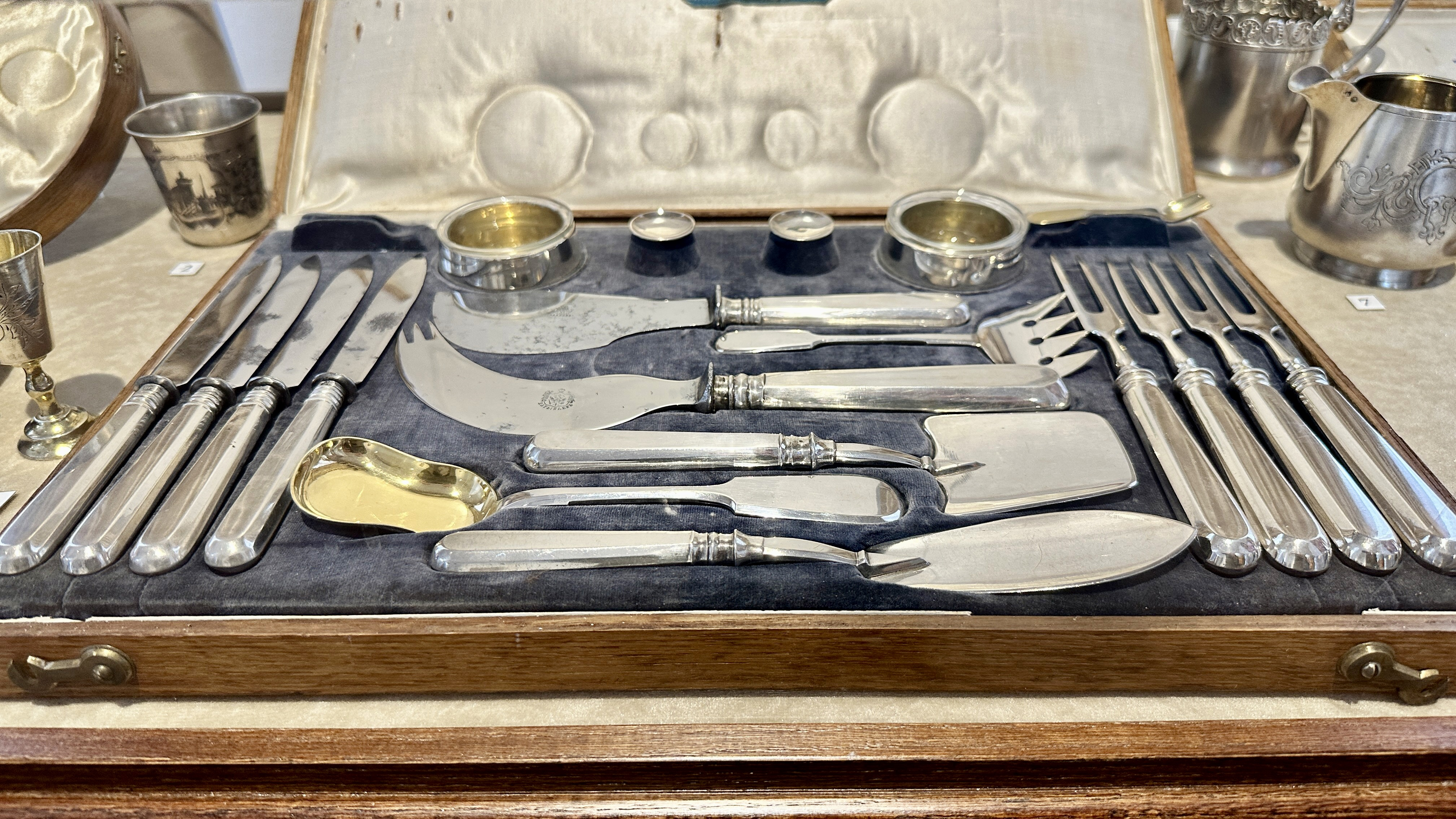
Столовые приборы
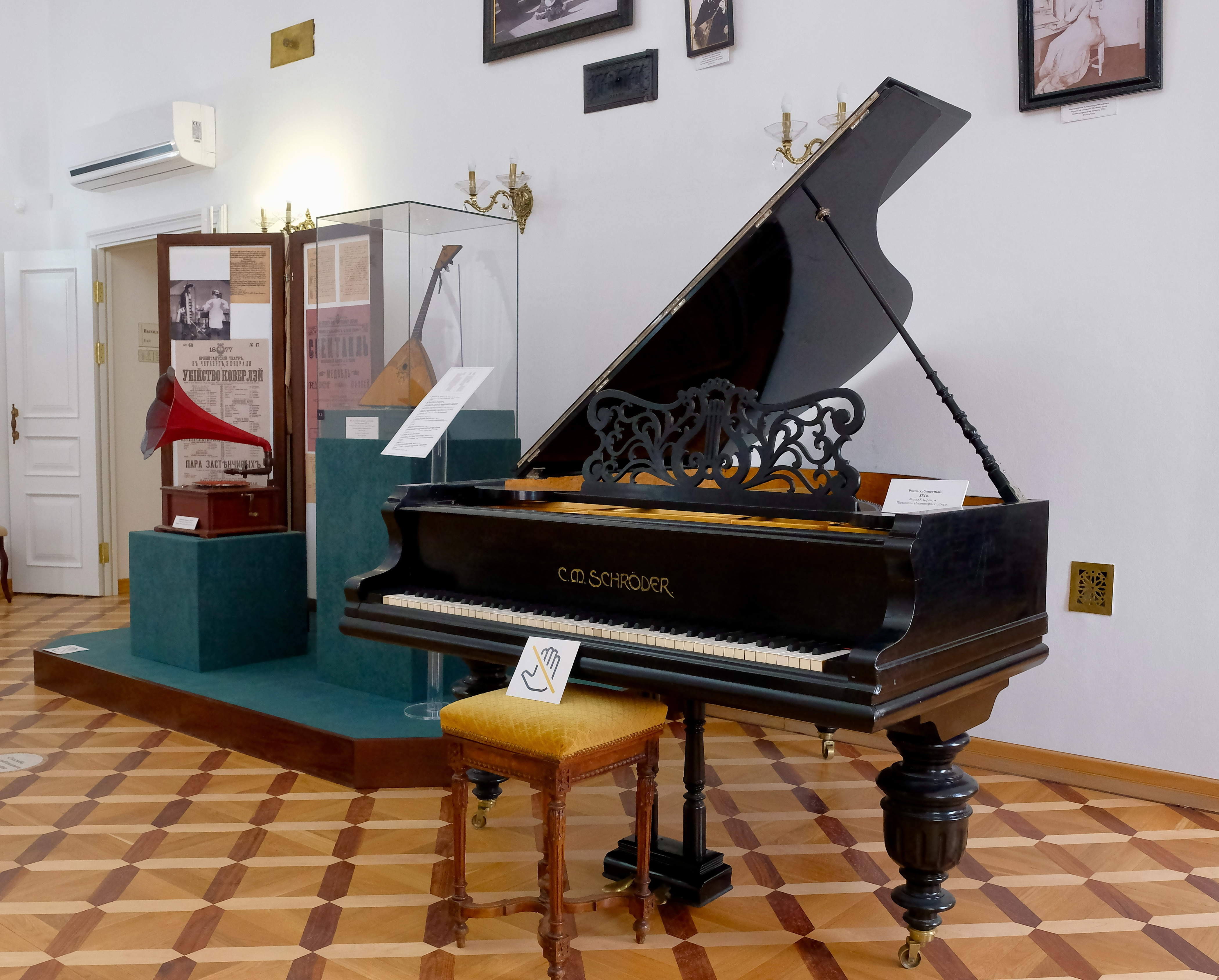
Музыкальные инструменты